# VIH y sida en Bolivia
El VIH y sida en Bolivia tiene menos del 1% de prevalencia entre la población adulta de este país, pero ha registrado un importante incremento histórico, en 2024 la cantidad de nuevos casos registrados se duplicó con respecto al año anterior.Según datos de ONUSIDA, Bolivia es el país con el más alto número de casos nuevos con respecto a su población.  El primer caso registrado en el país fue identificado en 1984.

## Prevalencia
La prevalencia del síndrome de inmunodeficiencia adquirida aumentó de manera alarmante entre 2010 y 2023, periodo en que se registró un crecimiento del 146.45%.Hasta febrero de 2024 se habían registrado a 39.952 personas viviendo con VIH, de las cuales el 40% correspondía a población joven.El aumento de las personas con VIH hasta 2024 supuso una alerta entre las autoridades ya que se duplicó con respecto al año previo mostrando una tendencia peligrosa.
Las regiones con mayores registros fueron los departamentos de Santa Cruz, Cochabamba y La Paz, que concentran el 80% de los casos, particularmente en sus ciudades capitales, aunque en el sector del trópico de Cochabamba la prevalencia alcanzó a duplicarse en los últimos años.. 

## Respuesta nacional
En 2024 el Ministerio de Salud informó que 18.680 personas viviendo con VIH recibían tratamiento y seguimiento gratuito.
Históricamente el Estado boliviano ha expresado su apoyo a las personas viviendo con VIH, si bien las acciones de apoyo material para garantizar el derecho de acceso a la salud de las personas viviendo con VIH han visto avances reales a partir de las primeras décadas del siglo XXI. El año 2000 mediante un acuerdo con el gobierno de Brasil, el Estado boliviano accedió a una donación de antirretrovirales, y comprometió la adquisición regular de los mismos para su distribución gratuita entre los pacientes que así lo requieran.
En 2007 se promulgó la Ley para la prevención  del VIH-SIDA, protección de los derechos humanos y asistencia integral multidisciplinaria para las personas que viven con el VIH-SIDA. De manera complementaria en marzo de 2010 se emitió el Decreto Supremo 0451 que reglamenta las disposiciones de la mencionada ley.